# Buffalo (Band)
Buffalo war eine australische Rockband, die 1970 in Sydney als Head von Dave Tice (Gesang), Alan Milano (Gesang), John Baxter (Gitarre), Peter Wells (Bass) und Paul Balbi (Schlagzeug) gegründet wurde. Nachdem das Management der Band Probleme mit dem Namen „Head“ hatte, benannten die Gründungsmitglieder sie schließlich in „Buffalo“ um.

## Geschichte
Obwohl sie zu Beginn ihrer Karriere in der australischen Musikszene so gut wie nicht beachtet wurden, konnten sie relativ bald einen Vertrag mit dem Hamburger Label Phonogram an Land ziehen. Im Rahmen dieses Vertrages brachte die Band zwischen 1972 und 1977 insgesamt fünf Alben heraus.
Von diesen fünf Alben erblickte Dead Forever (auf dem ungewöhnlicherweise zwei Leadsänger zu hören sind) als erstes 1972 das Licht der Welt. Es reihte sich nahtlos in die damals aufkommende Hard-Rock-Szene mit namhaften Bands wie Black Sabbath, Led Zeppelin oder Deep Purple ein, konnte in den USA und Europa allerdings längst nicht so viel Beachtung gewinnen. In Australien hingegen reichte es mit über 35.000 verkauften Tonträgern zum Gold-Status.
Nach dem Debüt verließ einer der beiden Sänger – Alan Milano – die Band und Dave Tice stellte von da an den einzigen Leadsänger der Band dar. Paul Balbi wurde von Jimmy Economou am Schlagzeug abgelöst.
1973 folgte das zweite und von vielen Kennern auch als ihr bestes Album bezeichnete Volcanic Rock. Auf ihm zeichnete sich bereits ein etwas düsterer Musikstil ab, wobei der Blues – ähnlich wie anfangs bei Black Sabbath – noch den Haupteinfluss des Albums bildete.
Volcanic Rock erreichte in Australien ebenfalls den Gold-Status.
1974 erschien das dritte Album Only Want You for Your Body, auf dem man an den düstereren Stil des Vorgängers anknüpfte und ihn weiter ausbaute. Eine Orientierung an Black Sabbath ist deswegen nicht auszuschließen.
Im Folgejahr verließ Gitarrist John Baxter die Band und wurde durch Norm Roue und Karl Taylor ersetzt. Mit diesen beiden Gitarristen wurde das vierte Album Mothers Choice eingespielt und 1975 veröffentlicht.
Ein Jahr später überwarf sich Peter Wells mit seinen Mitstreitern und gründete 1976 die Band Rose Tattoo.
1977 folgte das letzte Album Average Rock ’n’ Roller mit Chris Turner an der Gitarre und Ross Sims am Bass. Peter Wells war trotz des Zerwürfnisses auf Average Rock ’n’ Roller noch an einigen wenigen Titeln beteiligt.
Nach Erfüllung des Vertrages mit Phonogram über fünf Alben sowie den diversen Line-Up-Wechseln zwischen 1975 und 1977 löste sich die Band auf.

## Diskografie
- 1972: Dead Forever
- 1973: Volcanic Rock
- 1974: Only Want You for Your Body
- 1974: Buffalo (EP)
- 1975: Mother’s Choice
- 1977: Average Rock ’n’ Roller